# サンデードライバー
サンデードライバー（英：Sunday driver）とは、たまの日にしか四輪車を運転しないために、運転技術が未熟なドライバー。俗にサンドラとも呼ばれる。

## 概要
英語圏で1915年頃から使われはじめた俗語で、たまの日曜にしか自動車を運転しない者、転じて運転技術が低く拙い運転をする者を揶揄する言葉。日本でも同様の意味に用いる。

## サンデードライバーの特徴
代表的な例を挙げると以下のような特徴がある。
- サンデードライバーは日常的に運転している訳ではないため運転技術が未熟な傾向にある[4]。
- 過剰に低速度で走行する傾向にある[1][2]。
- タイヤの空気圧、バッテリーなど車のコンディションが悪い傾向にある[4]。

## 実験
- JAFMATEではサンデードライバーと(かつて急制動の体験がある)通常ドライバーを対象に、路面ＷＥＴの状態において時速50Km/hからの急制動テストの対象実験をおこなったことがあり、特徴的とされた女性３名についての結果はサンデードライバーはタイヤをロックさせることができなかったと報告している（制動距離はABS装置なしでそれぞれ18.3ｍと12.5ｍ、ABS装置ありで14.0ｍと12.5ｍだった。）[5]。

## 参考書籍
- JAF出版社よりAutoroute編集部発行の『がんばれサンデードライバー』という書籍が発行されており、サンデードライバーを対象にサンデーカーメンテナンスや、運転テクニックの基本などが記されている[6]。